# Gautier Larsonneur
Gautier Larsonneur (23. února 1997, Saint-Renan, Francie) je francouzský fotbalový brankář, aktuálně nastupující za tým Stade Brestois.

## Klubová kariéra

### Stade Brestois
Larsonneur byl od roku 2008 členem mládežnické akademie bretaňského klubu Stade Brestois. Svého prvního zápasu A-Týmu se účastnil 28. srpna 2015 v utkání Ligue 2 proti týmu Paris FC, v tomto zápase však zůstal pouze na lavičce. Na svůj profesionální debut si tak musel počkat až do roku 2017, kdy nastoupil 8. srpna do utkání Coupe de la Ligue právě proti Paris FC. V tomto utkání také dosáhl svého prvního čistého konta Utkání se rozhodlo až po penaltovém rozstřelu, a i přes to, že Larsonneur chytil dvě penalty soupeře, Stade Brestois v něm prohrál. Ke svému prvnímu zápasu ve druhé francouzské lize nastoupil o tři dny později proti týmu GFCO Ajaccio.
V sezóně 2017/18 skončil se svým týmem na čtvrtém místě v Ligue 2, díky čemuž tým postoupil do play-off o Ligue 1. V něm však podlehl 2:0 AC Le Havre. O rok později se již Stade Brestois umístil na druhém místě tabulky, díky čemuž přímo postoupil do nejvyšší soutěže.

## Reprezentační kariéra
Larsounner reprezentoval Francii v kategorii U21. V této kategorii nastoupil do dvou zápasů, 25. května 2018 proti Švýcarsku a 15. listopadu proti Chorvatsku. Jak náhradní brankář se účastnil také Mistrovství Evropy do 21 let 2019.